# 器に非ず
『器に非ず』（うつわにあらず）は、清水一行の企業小説。本田技研工業の社長と副社長であった本田宗一郎と藤沢武夫がモデルである。光文社の『小説宝石』1988年7月号から10月号にかけて連載され、後に単行本・文庫化された。

## 概要
本田宗一郎と藤沢武夫の引退劇（1973年）は当時「最高の引退」と呼ばれていたが、それに疑念を持った清水は約10年以上にわたって取材活動を進め、知られざる裏側があったと確信を持ち著した。登場人物はほぼ仮名であるが、登場する具体的なホンダの商品名はそのままである。ホンダに関しての世の多くの著作はキャラクター性が高い本田をモデルとしたものが多いが、本作では藤沢を悪役の主人公として置いているのが特徴である。著者の特徴である「こきおろし」の作風で、本田（作中では五十島繁哉）を大人物として描き、対照的に藤沢（作中では神山竜男）を悪役主人公として描いているが、真偽はさだかではない。
作中において2人を好対照な人物として描き、神山（藤沢）をこきおろすためか、マン島TTレース参戦が五十島（本田）の発案となっていたり（実際には藤沢の発案）、エンジン開発において水冷を主張しけんか別れした若手技術者に五十島（本田）自身が復帰を呼びかけたりする（実際には空冷に固執する本田の振る舞いに失望して無断欠勤していた久米是志の復帰を取り計らったのは河島喜好）など、事実と異なる点が多数存在する。

## あらすじ
知人の紹介によって『浜松の発明王』と称された五十島繁哉と出会い、彼の経営する本州モーターズの経営を担うこととなったブローカーあがりの神山竜男。役割をそれぞれ分担し、会社を幾多の困難にも負けず大企業に育て上げた。そのうちに己を社長にしたいという願望を抱き、策略を練り実行してゆく。

## 登場人物およびそのモデルとなった人物
以下、登場人物の説明であるが、（　　）内の実在のモデルとなった人物とは多々異なる点がある。
- 神山竜男（藤沢武夫）
本州モーターズ（本田技研工業）の副社長。複雑な生い立ちと黒い過去を持つ。戦中は小さな工場を営んでいたが、裏では何でも屋的なブローカーであった。白金台に住み五十島への対抗意識的な振る舞いを徐々に見せ始め五十島を陰で馬鹿にしている。
- 五十島繁哉(本田宗一郎)
本州モーターズの社長を務める。『浜松の発明王』とも称される天真爛漫な人物であり紹介によって神山と知り合う。会社の経営上、金を扱える経理の人間を求めて井手を頼ったが、井手は固辞し、神山を紹介される。善福寺に住み、神山のやり方に疑念を持ちながらその商才には信頼を置いている。
- 風間直（河島喜好）
本州モーターズの技術者。後に同社の二代目社長となった。取締役以外では唯一の学卒者で技術の専門教育を受けているシャイな若者。
- 井手正文（竹島弘）
商工省のエリート役人から川中島飛行隊（中島飛行機）に天下った人物。34歳の若い課長として仕入れ担当をしていた。愛人を囲っており、その女の頼まれごとを引き受けていた神山と面識ができ、五十島を紹介する。
- 五十島正太郎（本田弁二郎）
繁哉の実弟だが、兄と違って隙のない印象を与える人物。神山の策略によって会社から追放される。
- 関根義久（久米是志）
昭和7年生まれ、静岡大学工学部出身の若手技術者。大学時代は発動機を専攻し、空冷に拘る五十島に対し水冷を主張し喧嘩別れの末に四国へ旅行する。その後、五十島が復帰を呼び掛け現場に復帰する。
- 総務担当常務（西田通弘）
昭和25年に東京事務所に最初にやってきて入社。技術の事はわからないがうまく立ち回って常務となった人物。名前は出ていないが、入社の年度と入社経緯、また五十島（本田）に引退勧告する役割から西田通弘と思われる。
- 中小路幸作
菱光銀行（三菱銀行、現三菱UFJ銀行）の支店長。
- 山川一郎
神山から「ある行為」をされた菱光銀行の行員。